# Prionopelta
Prionopelta este un gen de furnici din subfamilia Amblyoponinae. Dintre cele 15 specii, patru sunt cunoscute din Africa, cinci din America și șase din regiunea Indo-Pacific.

## Specii
- Prionopelta aethiopica Arnold, 1949
- Prionopelta amabilis Borgmeier, 1949
- Prionopelta amieti Terron, 1974
- Prionopelta antillana Forel, 1909
- Prionopelta brocha Wilson, 1958
- Prionopelta descarpentriesi Santschi, 1924
- Prionopelta humicola Terron, 1974
- Prionopelta kraepelini Forel, 1905
- Prionopelta majuscula Emery, 1897
- Prionopelta marthae Forel, 1909
- Prionopelta media Shattuck, 2008
- Prionopelta modesta Forel, 1909
- Prionopelta opaca Emery, 1897
- Prionopelta punctulata Mayr, 1866
- Prionopelta robynmae Shattuck, 2008